# Rambong (Mutiara Timur)
Rambong is een bestuurslaag in het regentschap Pidie van de provincie Atjeh, Indonesië. Rambong telt 1151 inwoners (volkstelling 2010).